# 南德斯布里 (麻薩諸塞州)
南德斯布里（英語：South Duxbury）是位於美國麻薩諸塞州普利茅斯縣的一個普查規定居民點。

## 人口
根據2020年美國人口普查的數據，南德斯布里的面積為11.42平方千米，當中陸地面積為7.60平方千米，而水域面積為3.82平方千米。當地共有人口3463人，而人口密度為每平方千米303.24人。